# Зафар (посёлок)
Зафар (узб. Zafar / Зафар) — городской посёлок (с 1972 года), административный центр Бекабадского района Ташкентской области Узбекистана.

## География
Посёлок расположен в 22 км от железнодорожной станции Бекабад (на линии Хаваст — Коканд).

## Население
| 1979 | 1989 |
| ---- | ---- |
| 4494 | 7167 |